# Allocution d'Alphonse d'Avalos
L'Allocution d'Alphonse d'Avalos est un tableau peint par Titien vers 1540-1541 et conservé au Musée du Prado à Madrid.
L'œuvre est le portrait de son commanditaire, le marquis Alphonse d'Avalos, un condottiere napolitain agissant pour le compte de l’Espagne. Elle représente un épisode où le marquis apaise par sa seule parole un début de mutinerie parmi ses troupes qui réclament leur salaire impayé.

## Description
L'Allocution d'Alphonse d'Avalos est une peinture à l'huile réalisée sur toile. Elle mesure 223 × 165 centimètres.
L'œuvre présente un homme en armure vu de côté et en pied. Il est debout sur une estrade et lève la main dans un geste d'éloquence. À ses côtés, se tient un enfant porteur également d'une armure et qui regarde le spectateur dans les yeux. L'homme fait face à un nombre important de soldats au premier rang desquels se tient un porteur de hallebarde de trois-quarts dos. Au-dessus des soldats, le ciel bleu est chargé de longs nuages.

## Commanditaire et datation
Le commanditaire est Alphonse d’Avalos. La commande est passée en 1539 à Titien et évoque un événement récent puisqu'il ne s'est déroulé que deux ans auparavant. En récompense de la création de l'œuvre, Titien reçoit de la part d'Avalos une pension annuelle de cinquante ducats.
Le tableau ne porte pas de mention de date, mais les chercheurs estiment qu'il a été peint au tout début des années 1540 : en 1540-1541 selon le musée du Prado ou en 1541 selon Jean Habert, conservateur au musée du Louvre, chargé de la peinture vénitienne du XVIe siècle.

## Contexte de création

### Contexte historique dépeint
En 1537, le comte Alphonse d’Avalos est l'un des commandants militaires les plus célèbres de son temps. Il dirige une armée milanaise agissant pour le compte du roi d'Espagne Charles Quint. Devant le manque de nourriture et les retards pris pour le paiement de la solde, la troupe se mutine. Alphonse d'Avalos décide d'user de diplomatie : il prend la parole devant les soldats pour les convaincre de patienter et, pour gage de sa bonne foi, il laisse son propre fils en otage. L'ordre revient. Malgré ce succès, l'empereur Charles Quint reproche plus tard à son commandant sa trop grande mansuétude. Néanmoins, l'événement bénéficie d'une certaine publicité, comme en témoigne le fait qu'il est rapporté par le médecin, historien et ecclésiastique italien Paul Jove (en italien : Paolo Giovio) dans le trente-septième volume de son Historiarum sui temporis libri (1550-52).

### Contexte dans l'œuvre de Titien
À l'époque où il crée L'Allocution d’Alphonse d’Avalos, Titien a plus de cinquante ans. L'Allocution est donc une œuvre de maturité. Il est entré récemment dans une période plus maniériste, sous l'influence notamment de ses amis hommes de lettres Pierre l'Arétin et Francesco Sansovino et de son ami peintre Giulio Romano. L'œuvre est ainsi décrite comme une toile dans laquelle « l’emphase maniériste de Titien atteint son apogée », celle-ci est même qualifié de « brutale, déclamatoire, et donn[ant] lieu à des représentations dramatiques ».

### Sources d'inspiration

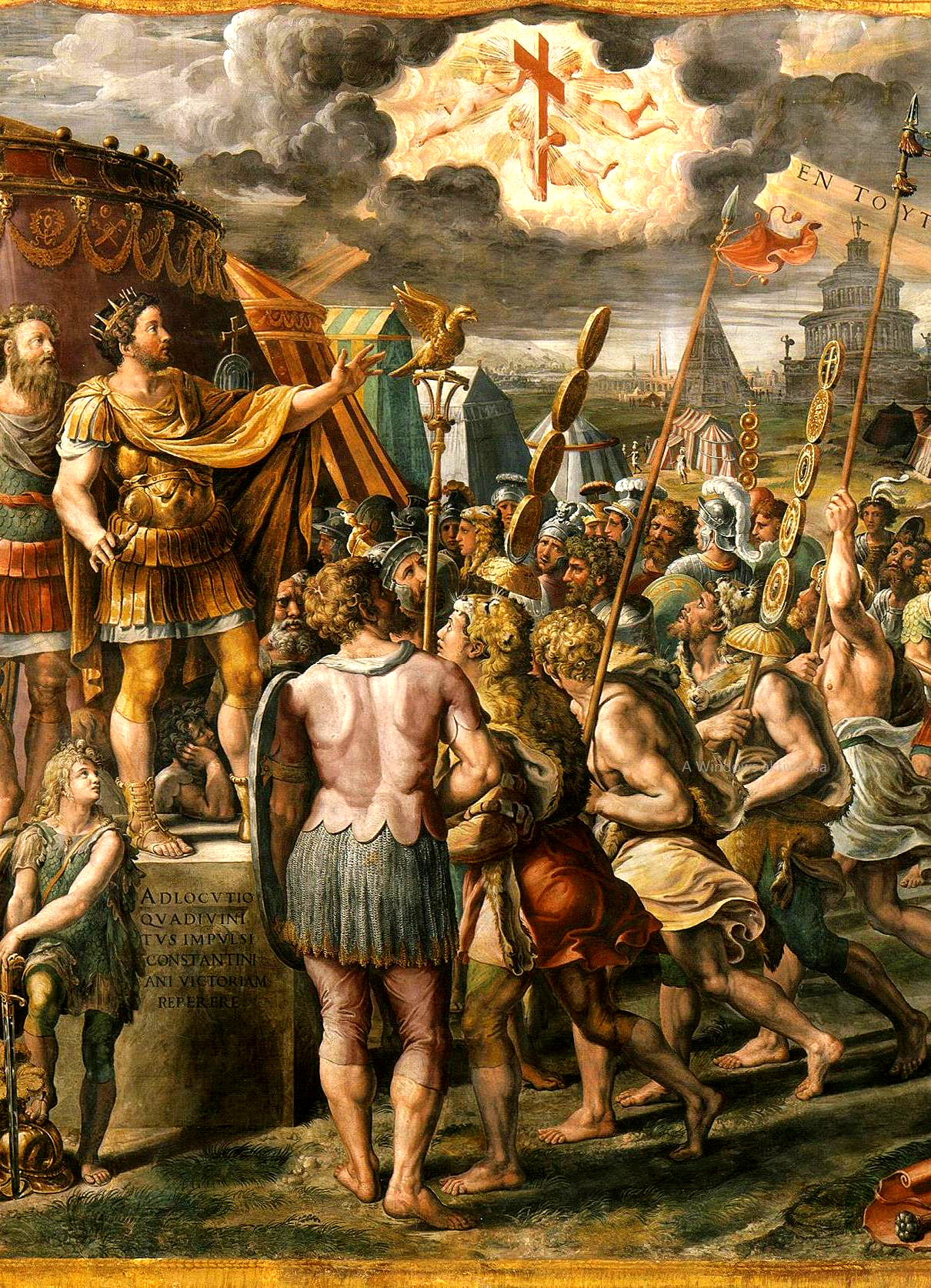
La Vision de la Croix, 1520-1524, Chambre dite « de Constantin », Palais du Vatican, Rome (détail).

À la manière des artistes de la Renaissance, Titien puise dans des sources antiques pour créer son œuvre. Ainsi, il s'inspire de figures portées sur les bas-relief qui ornent l'arc de Constantin (inauguré le 25 juillet 315) et notamment celle de l'empereur se montrant juché une estrade dans une pose de prise de parole en public. De même, pour l'enfant, il s'inspire d'effigies du jeune empereur Gordien III (devenu empereur à treize ans de 238 à 244) portées sur des pièces de monnaie.

Plus proche de lui, Titien s'inspire également de la représentation de l'empereur Constantin au centre de La Vision de la Croix, un tableau réalisé par les élèves de Raphaël. Le lien entre les deux œuvres est d'autant plus aisé à réaliser que c'est précisément à une connaissance de Titien, le peintre, architecte et décorateur italien Giulio Romano (1492 ou 1499 - 1er novembre 1546), que les historiens de l'art attribuent la plus grande part de la création de cette dernière.
Enfin le peintre utilise des éléments de costumes rencontrés par ailleurs : l'armure d'Avalos est inspirée de celle de Girolamo Martinengo (it) dont il obtient la représentation par l'intermédiaire de son ami l'écrivain Pierre l'Arétin et le personnage du hallebardier au premier plan est inspiré d'une gravure de la Passion d'Albrecht Dürer.

## Analyse

### Un tableau, deux dimensions
Le tableau est reconnu d'abord comme un portrait, celui du commanditaire agissant en tant que commandant d'une armée. Il s'agit également du portrait de l'enfant du comte, représenté à sa droite, sur l'estrade,. Enfin, le peintre n'hésite pas à se représenter lui-même, puisqu'il est visible au premier plan sous les traits du soldat portant le morion.
Mais l'œuvre est également considérée comme une véritable peinture d'histoire. En effet, elle répond au canon du genre qui consiste à délivrer un message à caractère moral à travers l'exemple d'un événement historique, ici la représentation de la bravoure et de l'éloquence d'un commandant faisant face à la colère de sa propre troupe.

### Une œuvre politique
Parallèlement à l'idée de portrait, le tableau répond à un faisceau d'objectifs : il s'agit d'abord pour son commanditaire de présenter ses succès et de réaffirmer dès lors sa position de chef d'armée. Ensuite, Avalos entend justifier la mansuétude dont il a fait preuve et démontrer sa capacité à résoudre pacifiquement une situation instable. Enfin, il veut témoigner publiquement de sa fidélité envers l'empereur Charles Quint puisqu'il n'hésite pas à mettre en jeu la vie de son propre enfant.

### Composition
L'œuvre est volontiers décrite comme « sombre et de composition violente ». En effet, mis à part le rouge de la cape du comte ou du manteau du soldat au premier plan, le tableau ne fait apparaître que peu de couleurs : le peintre fait plutôt apparaître de grandes masses sombres comme l'armure du comte, celle de son fils, le mur derrière eux et l'estrade ou la masse des soldats, ce qui peut maintenir la sensibilité du spectateur à distance. Si la couleur est rare, la lumière est crue et elle est volontiers qualifiée de « surchauffée » par un observateur : elle permet ainsi de rehausser les vêtements. Cet artifice participe du maniérisme qui habite l'œuvre.

### Symbolique
Les historiens de l'art identifient l'usage de plusieurs éléments à visée symbolique.

En premier lieu, le commandant tient dans sa main son bâton de commandement : loin de constituer une simple « allusion à la puissance militaire du représenté », le bâton est une référence explicite à la puissance sexuelle de son détenteur.

Par ailleurs, Titien met en scène la symbolique propre à l'art de la rhétorique classique : l'homme surplombe son auditoire grâce à une estrade, le suggestum, et use d'une gestuelle appropriée avec en particulier le bras levé selon la pose classique de l' allocutio romaine.

## Sources
- Allocution d'Alphonse d'Avalos sur data.bnf.fr.
- (es) Musée du Prado, « Alocución del marqués del Vasto a sus soldados », sur museodelprado.es (consulté le 16 juin 2017).
- (en) The J. Paul Getty Museum, « Titian and the Commander: A Renaissance Artist and His Patron », sur getty.edu (consulté le 16 juin 2017).
- Jean Habert, Le Portrait d’Alphonse d’Avalos par Titien, Paris, Réunion des musées nationaux, 1990, 20 p..
- Anna Pallucchini, « TITIEN (1488 env.-1576) (Partie 4. L'expérience maniériste) », sur universalis.fr (consulté le 17 juin 2017).
- aparences.net, « TIZIANO VECELLIO (TITIEN) BIOGRAPHIE », sur aparences.net (consulté le 17 juin 2017).